# Chalon-sur-Saône
Chalon-sur-Saône là một xã trong tỉnh Saône-et-Loire, thuộc vùng Bourgogne-Franche-Comté của nước Pháp, có dân số là 50.124 người (thời điểm 1999). Thành phố có dân số lớn nhất của tỉnh Saône-et-Loire, sau Dijon là thành phố lớn thứ nhì trong vùng Bourgogne.

## Nhân khẩu học
| 1844  | 1962  | 1968  | 1975  | 1982  | 1990  | 1999  |
| ----- | ----- | ----- | ----- | ----- | ----- | ----- |
| 12220 | 43655 | 50589 | 58187 | 56194 | 54575 | 50124 |

## Các thành phố kết nghĩa
- Solingen, Đức
- Novara, Ý
- St Helens, Merseyside, Anh

## Những người con của thành phố
- Vivant Denon (1747-1825)
- Joseph Nicéphore Nièpce